# Крулевське-Бжезіни
Крулевське-Бжезіни (пол. Królewskie Brzeziny) — село в Польщі, у гміні Галінув Мінського повіту Мазовецького воєводства.
У 1975-1998 роках село належало до Варшавського воєводства.